# رجال ومدينة (رواية)
نشر الرئيس العراقي السابق صدام حسين أربع روايات. وقد نشرت جميع مؤلفاته تحت اسم مستعار «المؤلف». قوبلت كتبه بعد الحرب بالازدهار، فقد بيع كتابه الأخير اخرج منها يا ملعون في الخارج